# Waldbrände in Attika 2018

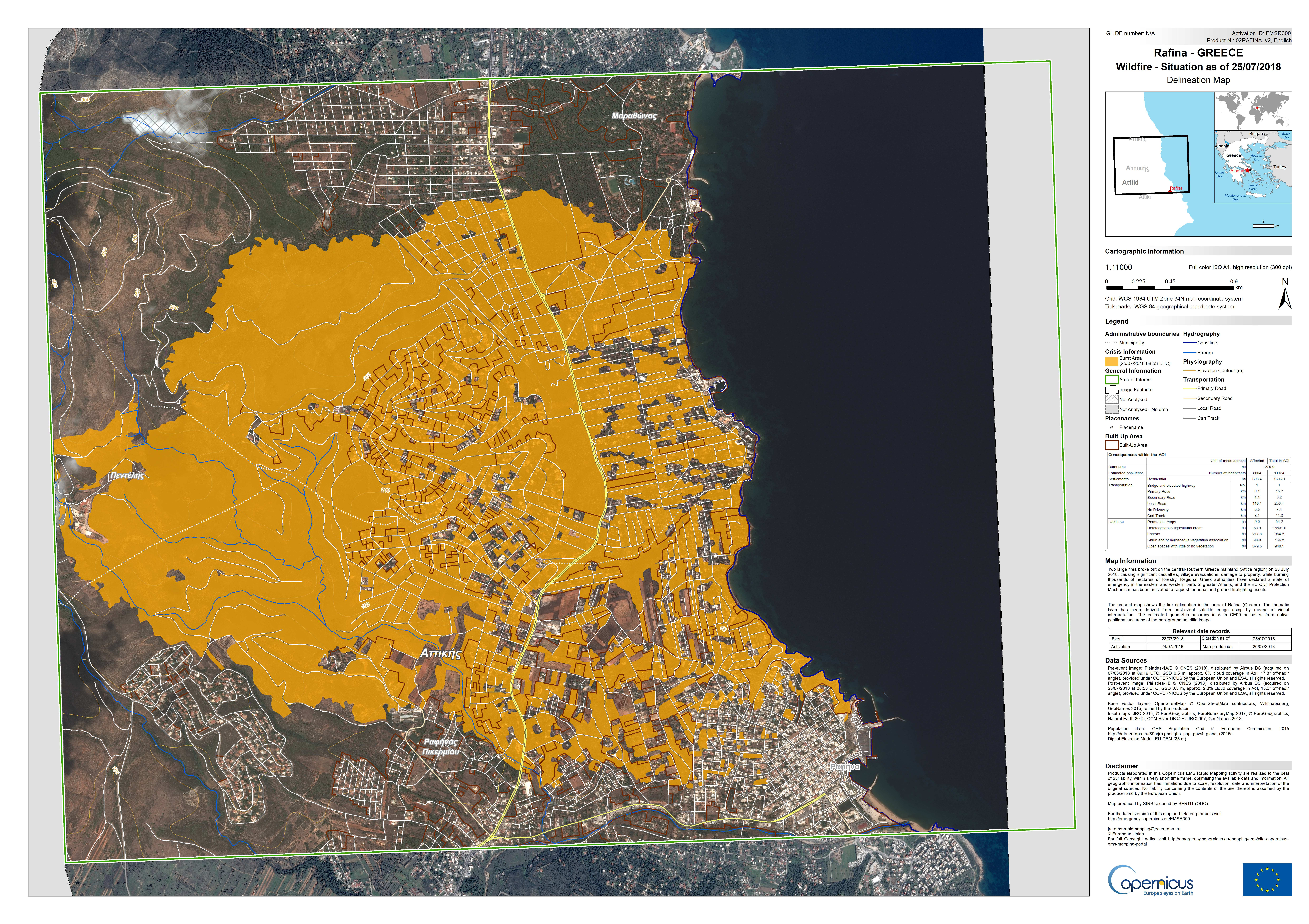
Brandregion von Kallitechnoupoli, Neos Voutzas, Kokkino Limanaki und Mati

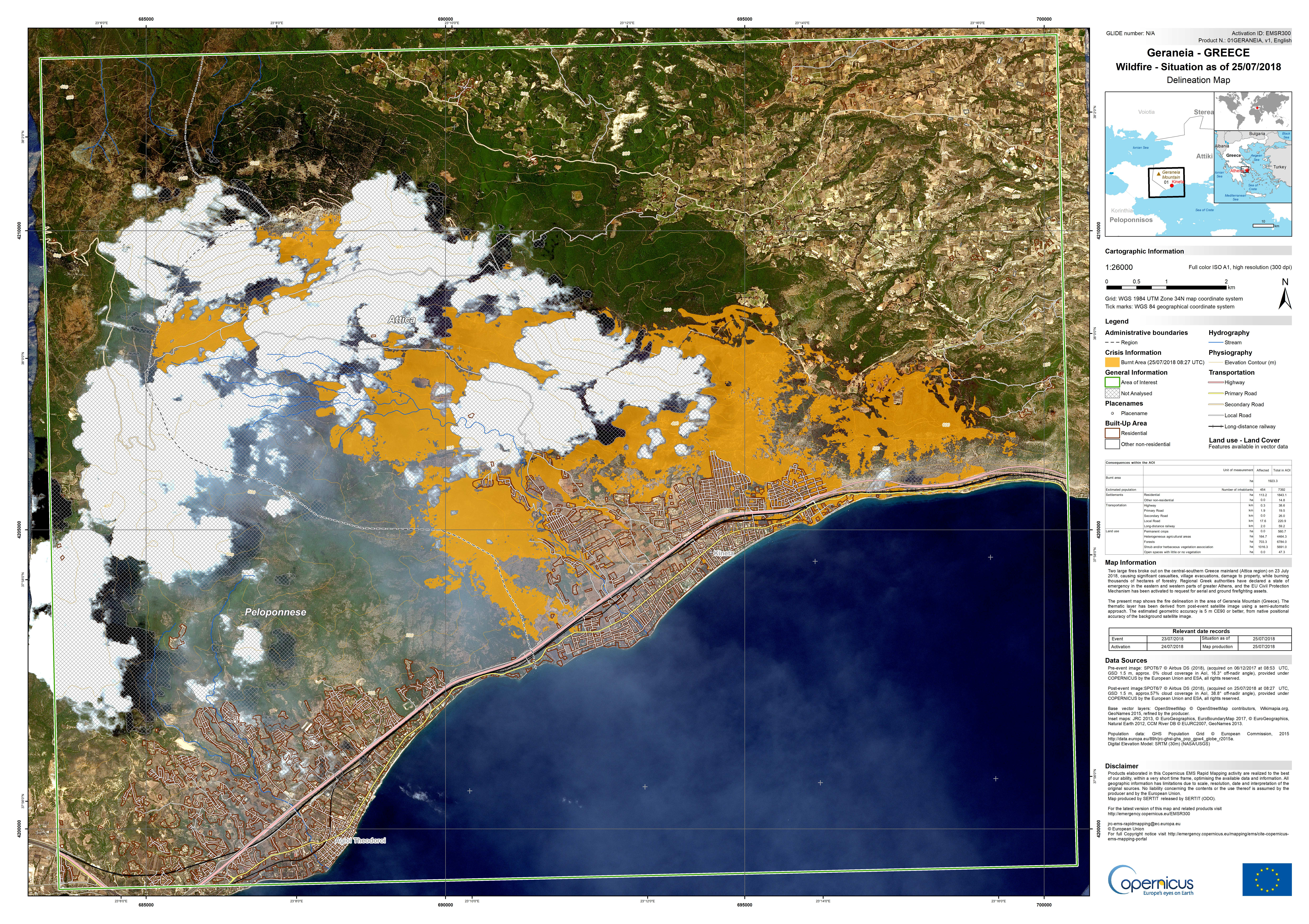
Brandregion bei Kineta

Die Waldbrände in Attika 2018 sind eine Serie von Wald- und Buschbränden in Griechenland. Sie betrafen vom 23. Juli 2018 an drei Gebiete in der griechischen Region Attika etwa 25 Kilometer östlich und 30 Kilometer westlich von Athen. Bis zum 15. Dezember 2018 wurden 100 Todesopfer bestätigt, 170 Personen erlitten Verletzungen.
Insgesamt wurden Buschwerk, Waldgebiete und Wohnsiedlungen von etwa 68 Quadratkilometern zerstört. Besonders betroffen waren südlich der Gerania-Berge der Küstenort Kineta in der Gemeinde Megara in Westattika sowie in Ostattika Neos Voutzas, der Küstenort Mati der Kleinstadt Nea Makri und das Stadtviertel Kokkino Limanaki im Norden der Hafenstadt Rafina. An einem Steilhang im Hof einer Villa in Mati wurden 26 Leichen geborgen.

## Katastrophenmanagement
Die Gouverneurin der Region Attika, Rena Dourou, verhängte am Nachmittag des 23. Juli 2018 über Ostattika und Westattika den Ausnahmezustand. Ebenfalls am selben Abend beantragte die griechische Regierung EU-Unterstützung durch den EU-Zivilschutz-Mechanismus. Italien und Rumänien entsandten vier Flugzeuge, Zypern Feuerwehrleute. Auch aus Spanien, Bulgarien, Kroatien, Malta und Montenegro gab es Hilfsangebote in Form von Löschflugzeugen, Fahrzeugen, medizinischem Personal und Feuerwehrleuten. Daraufhin reiste der zypriotische EU-Kommissar für humanitäre Hilfe und Krisenschutz Christos Stylianides noch am gleichen Abend nach Athen um sich mit den griechischen Zivilschutzbehörden zu treffen und die EU-Hilfe zu koordinieren. Um den Behörden hochspezialisierte Karten zur Verfügung zu stellen, wurde das Erdbeobachtungsprogramm Copernicus der Europäischen Union aktiviert.
Folgende Länder haben ihre Hilfe angeboten:
- Albanien – Nothilfegelder in Höhe von 100.000 Euro[13]
- Australien – Unterstützung im Bedarfsfall[14]
- Armenien – Unterstützung im Bedarfsfall[15]
- Bulgarien[16]
- Deutschland[17]
- Frankreich
- Georgien[18]
- Israel[19]
- Italien – Zwei Löschflugzeuge des Typs Canadair CL-415[20][17]
- Kroatien – Zwei Löschflugzeuge vom Typ Canadair CL-415[21]
- Malta[16]
- Mazedonien – Nothilfegelder in Höhe von 6.000.000 Denar (etwa 100.000 Euro)[22]
- Montenegro[16]
- Österreich[18]
- Polen – Zwei Einheiten des staatlichen Brandschutzdienstes wurden entsandt, um den Rettungs- und Brandbekämpfungseinsatz zu begleiten.[23]
- Portugal – bot, entsprechend dem Rahmen des EU-Zivilschutzmechanismus, eine Unterstützung durch 50 Feuerwehrleute an[24]
- Rumänien – Flugzeug des Typs A C-27 J Spartan mit Ausrüstung zur Brandbekämpfung und eine C-130 Hercules zur logistischen Unterstützung sowie 20 Soldaten[25][17]
- Russland[26]
- Serbien[27]
- Schweiz[18]
- Spanien – Zwei Löschflugzeuge des Typs Canadair CL-415[28][17]
- Tschechien[18]
- Türkei[17]
- Ungarn[18]
- Vereinigte Staaten – Überwachung der Waldbrände mit Drohnen, um ausbrechende Brände schneller zu lokalisieren und zu bekämpfen.[29]
- Zypern – Löschfahrzeuge, Personal und finanzielle Hilfen in Höhe von 10.000.000 Euro[30]

## Opfer
Am 15. Dezember 2018 wurden 100 Todesopfer bestätigt, darunter 47 Frauen, 42 Männer sowie 11 Kinder (davon ein Säugling). Die Identität zweier männlicher Opfer konnte nicht geklärt werden, da die Personen nicht als vermisst gemeldet worden waren. Das jüngste Opfer war sechs Monate alt, das älteste 95 Jahre.
Unter den Opfern waren 95 Griechen, eine polnische Frau mit ihrem Kind, 1 Ire, 1 Belgier sowie 1 Georgier.
In den Tagen nach dem Brand konnten die Leichen von 83 Brandopfern geborgen werden, welche verbrannt, erstickt, auf der Flucht vor dem Feuer ertrunken oder zu Tode gestürzt waren. Ursprünglich waren 187 Verletzte in die örtlichen Krankenhäuser eingeliefert worden, darunter 164 Erwachsene und 23 Kinder. Der Zustand von elf Patienten wurde als lebensbedrohlich angegeben.
Bis zum 14. August erhöhte sich die Zahl der Todesopfer fast täglich auf insgesamt 96 Tote, da weitere Verletzte in den Krankenhäusern verstarben. Am 27. August starb zudem ein 78-jähriger Mann, drei Tage darauf eine 83-jährige Frau, am 11. September ein 26-jähriger Mann und am 15. Dezember ein 73-jähriger Mann, womit 17 Opfer in den Krankenhäusern verstorben sind. Am 11. September waren noch 17 erwachsene Personen stationär in Krankenhäusern untergebracht, von denen drei intubiert wurden.

## Theorien zur Brandursache
Am 26. Juli 2018 äußerte der Bürgermeister der Gemeinde Pendeli in Ostattika, Dimitris Stergiou, die Vermutung, der Brand bei Mati sei durch ein abgetrenntes Stromkabel verursacht worden.
Am gleichen Tag äußerte der stellvertretende Minister für Katastrophenschutz, Nikos Toskas, dass beide Brände aller Wahrscheinlichkeit nach durch Brandstiftung verursacht worden seien. Hinsichtlich des Brandes bei Mati lägen Zeugenaussagen vor, die auf Brandstiftung hinweisen: „Es gibt auch hier nicht nur Indizien, sondern auch Anzeichen der Brandstiftung“, so Toskas. Details nannte er aus ermittlungstaktischen Gründen zunächst nicht. Des Weiteren soll auf Satellitenbildern zu erkennen sein, dass der Brand in Westattika bei Kineta innerhalb kurzer Zeit an mehreren Stellen entlang einer Straße ausgebrochen sei.
Am 21. August 2018 gingen Sachverständige der griechischen Feuerwehr davon aus, dass der Brand östlich von Athen durch einen Anwohner verursacht wurde – dieser habe auf seinem Anwesen trockene Zweige verbrannt und die Brandstelle anschließend nicht sachgerecht gelöscht. Starke Winde hätten die Glut angefacht und die Ausbreitung des Brandes in Gang gesetzt.

## Statistische Bedeutung des Unglücks
Es handelt sich um das zweitschwerste je festgestellte Waldbrandunglück in Europa. Die Katastrophe wird lediglich vom Waldbrand bei Kurscha-2 in der heutigen Oblast Rjasan in Zentralrussland übertroffen, die sich am 3. August 1936 ereignete und 1200 Todesopfer forderte. Es handelt sich zudem nach dem Buschfeuer in Victoria 2009 um den zweitschwersten Waldbrand im 21. Jahrhundert (Stand Juli 2024). Zudem haben sich in den 100 Jahren zuvor lediglich fünf Waldbrände ereignet, die mehr Leben forderten – neben den bereits genannten waren dies der Brand von Cloquet 1918, der Waldbrand im Großen Hinggan-Gebirge 1987 sowie die Waldbrände in Indonesien 1997.
Nach den Waldbränden im Sommer 2007, handelte es sich um die zweite schwere Waldbrandkatastrophe binnen weniger Jahre in Griechenland. Damals waren binnen mehrerer Monate 84 Menschen ums Leben gekommen, davon 67 im August des Jahres. Seit der zweiten Hälfte des 20. Jahrhunderts war Ostattika wiederholt von Waldbränden betroffen. Besonders starke Schäden am Pendeli verursachten die Brände 1995 (100 km²) und 1998 (75 km²), im Waldbrandjahr 2007 wurden 10 km² vernichtet. Im Gebiet zwischen Rafina, Kallitechnoupoli und Neos Voutzas verbrannten im Jahr 2005 bereits 10 km².

## Weitere Folgen
Am 24. Juni 2018 hat der griechische Ministerpräsident Alexis Tsipras eine dreitägige Staatstrauer ausgerufen. Auf einer Krisensitzung seines Kabinetts am 26. Juli 2018 übernahm Tsipras die politische Verantwortung, daraufhin forderte die Opposition seinen Rücktritt. Zu einer friedlichen Demonstration in Erinnerung an die Todesopfer der Brandkatastrophe von Mati, vor dem Athener Parlament am Syntagma-Platz, hatte der Basketballspieler Ioannis Gagaloudis aufgerufen. Der Verwaltungsrat der Stavros Niarchos Foundation beschloss Ende Juli 2018 eine Zuwendung in Höhe von 25 Millionen Euro zur Unterstützung der griechischen Feuerwehr für Präventions- und Ausbildungsmaßnahmen. Der für Bürgerschutz, Feuerwehr und Polizei zuständige stellvertretende Innenminister und ehemalige Generalleutnant Nikolaos Toskas erklärte am 3. August 2018 seinen Rücktritt.
Am 7. August 2018 verkündete Ministerpräsident Tsipras 20 Direktmaßnahmen zum Schutz und zur Kontrolle der bebauten Umgebung Attikas und Griechenlands. Unter anderem ist in der Region Attika der Abriss von 3200 Gebäuden vorgesehen, die ohne Baugenehmigung in Küstennähe, in Bachbetten oder in Waldgebieten errichtet wurden. Die Kontrollen von Umzäunungen in einer Entfernung von 500 Metern zum Küstenbereich außerhalb des Bauplans werden verstärkt und die Abbruchverfahren beschleunigt. Damit soll ein 1983 auf Initiative von Antonis Tritsis verabschiedetes Gesetz umgesetzt werden.